# Мишел Феърли
Мишел Феърли (на английски: Michelle Fairley) е северноирландска театрална и филмова актриса, носителка на „Ирландска телевизионна и филмова награда“ и номинирана за награда „Лорънс Оливие“, „Сатурн“ и две награди на „Гилдията на киноактьорите“. Известни филми с нейно участие са „Другите“, „Хари Потър и Даровете на Смъртта“, „Невидимата жена“, „Филомена“ и сериалите „Инспектор Морс“, „Инспектор Тагарт“, „Особняци“, „Убийства в Мидсъмър“, „Мълчалив свидетел“, „Игра на тронове“, „Костюмари“, „24: Не умирай днес“ и други.

## Биография
Мишел Феърли е родена на 17 януари 1964 г. в град Коулрейн, графство Лъндъндери, Северна Ирландия. Родителите ѝ Тереза и Брайън Феърли са собственици на пъб. Мишел учи в католическо училище и извънкласно посещава театър „Ulster Youth“, откъдето започва любовта ѝ към актьорската игра. След като завършва училище се премества да живее в Белфаст, където заедно със своя колега от „Ulster Youth“ актьора Конлет Хил, се присъединяват към трупата „Fringe Benefits“.
В средата на 80-те години Феърли се премества в Манчестър и се записва да следва в университет „Манчестър Метрополитан“. През 1986 г. тя се премества в Лондон и прави дебюта си на лондонските театрални сцени.

## Кариера
Началото на кариерата ѝ е смесица от театрални постановки и телевизионни продукции. Феърли е позната предимно от малкия екран с участието си в множество британски сериали и телевизионни филми, между които „Инспектор Морс“, „Инспектор Тагарт“, „Убийства в Мидсъмър“, „Особняци“, „Мълчалив свидетел“ и много други.
През 2001 г. си партнира с Никол Кидман във филма „Другите“. През 2010 участва в „Хари Потър и Даровете на Смъртта: Първа част“. От 2011 до 2013 г. играе ролята на лейди Кейтлин Старк в суперпродукцията на HBO – „Игра на тронове“. През 2013 и 2014 г. участва в сериалите „Костюмари“ и „24: Не умирай днес“.